# Acanthephippium sylhetense
Acanthephippium sylhetense es una orquídea de hábito terrestre originaria de Asia.

## Descripción
Es una planta de pequeño a mediano tamaño que prefiere clima caliente a frío. Es una especie de hábito terrestre que necesita luz indirecta para crecer. Presenta pseudobulbos ovoides envueltos en las vainas basales de las hojas. Las hojas en general son tres, son caducas y se hallan sostenidas por un largo peciolo. Presenta una inflorescencia de 9 cm de largo que lleva de 3 a 6 flores fragantes y carnosas de 2 cm de largo. Florece en primavera, verano y otoño.

## Distribución y hábitat
La especie se distribuye en Assam, Bangladés, Himalaya oriental, Sikkim, India inferior, a Birmania, Tailandia, Malasia, Filipinas, Islas Ryukyu y Taiwán. Habita en los valles tropicales húmedos, en lugares sombreados de bosques densos o en quebradas boscosas en alturas de 500 a 1300 m s. n. m.

## Taxonomía
Acanthephippium sylhetense fue descrita por  John Lindley  y publicado en The Genera and Species of Orchidaceous Plants 177. 1833.
Etimología
Acanthephippium: nombre genérico que procede de las palabras griegas: " acanthos " = " espinoso " y " ephippion " = " sillín "" asiento ", en referencia a la estructura del labelo que se asemeja a una silla de montar.
sylhetense: epíteto geográfico que alude a su localización en Sylhet", una ciudad de Bangladés.
Sinonimia
Los siguientes nombres se consideran sinónimos de Acanthephippium sylhetense:
- Acanthephippium pictum Fukuy. 1935;
- Acanthephippium ringiflorum Griff. 1851;
- Acanthephippium sylhetense var. pictum (Fukuy.) T.Hashim. 1985;
- Acanthephippium yamamotoi Hayata 1916[1][3][4]